# Andersonstown
Andersontown é um bairro a oeste de Belfast, capital da Irlanda do Norte. Fica aos pés das montanhas Black e Divis e possui uma mescla de residências de classe média e áreas de comércio. É povoada principalmente pelos Nacionalistas e pela comunidade Católica.
Faz fronteira com as ruas Upper Falls Road e Glen Road. A área cresceu rapidamente durante as décadas de 1960 e 1970, quando a empresa de habitação local construiu casas para as pessoas que foram transferidas com o desenvolvimento da Lower Falls Road. 
Durante as décadas de 1970 e 1980, a área foi bastante atacada como área dos conflitos civis entre protestantes e católicos. 
Atualmente, Andersonstown tem uma população de cerca de 10 mil habitantes. Continua um local de classe operária. Existe um esforço considerável em atrair empregos para a área e melhorar a infra-estrutura.
Existem três igrejas católicas no bairro: S. Agnes, S. Teresa e S. Miguel. 
A área publica um jornal chamado  Andersonstown News que ecoa um ponto de vista republicano irlandês.